# Džuničiró Koizumi
Džuničiró Koizumi (japonsky: 小泉 純一郎, Koizumi Džun'ičiró, narozen 8. ledna 1942) je japonský politik který sloužil jako premiér Japonska mezi léty 2001 a 2006.
Všeobecně byl považován za osobitého lídra Liberálně Demokratické Strany (LDP), stal se známým díky svým ekonomickým reformám, zvláště se soustředil na japonský vládní dluh a privatizaci poštovních služeb. Roku 2005 vedl Koizumi LDP k vítězství ve volbách, kde jeho strana získala přesvědčivou většinu v japonském parlamentu, což byl jeden z jejích největších úspěchů v moderní japonské historii.
Koizumi také přitáhl mezinárodní pozornost kvůli rozmístění japonských obranných jednotek v Iráku, což byla první vojenská akce japonské armády od druhé světové války, a také kvůli svým návštěvám chrámu Jasukuni, věnovanému vojákům, kteří padli za císaře, což vedlo k diplomatické roztržce s Čínou a Jižní Koreou, které si tento symbolický akt spojily s japonským militarismem z druhé světové války.

## Mládí

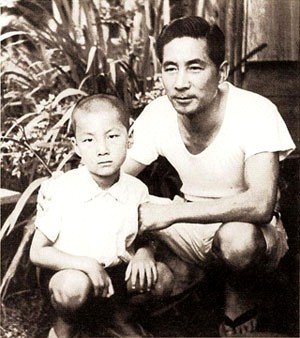
Džuničiró a jeho otec Džunja Koizumi

Koizumiho otec, Džunja Koizumi, byl generálním ředitelem Japonské obranné agentury a členem parlamentu. Jeho dědeček, Matadžiró Koizumi, byl ministrem poštovních služeb a telekomunikací pod premiéry Osačim Hamagučim a Reidžirem Wakacukim a raný obhájce poštovní privatizace.
Džuničiró se narodil v Jokosuce 8. ledna 1942, studoval na Jokosucké vysoké škole a na Univerzitě Keio, kde vystudoval ekonomii. Také navštěvoval Univerzitní kolej v Londýně, než byl nucen se vrátit do Japonska v srpnu 1969 po smrti svého otce. Téhož roku v prosinci se ucházel o místo v dolní komoře parlamentu, nicméně nezískal dost hlasů k tomu, aby zvítězil jako zástupce Liberálně Demokratické strany. Roku 1970 byl přijat jako tajemník Takea Fukudy, který byl tehdy ministrem financí a později, roku 1976, se stal premiérem.
Ve volbách do poslanecké sněmovny v prosinci 1972 byl Koizumi konečně zvolen členem Dolní komory Parlamentu za 11. obvod prefektury Kanagawa. Vstoupil do Fukudovy frakce v LDP. Od té doby byl znovuzvolen celkem desetkrát.

## Člen poslanecké sněmovny
Koizumi se stal roku 1979 parlamentním viceministrem financí, svého prvního ministerského postu však dosáhl až o devět let později, roku 1988, kdy byl jmenován ministrem zdravotnictví a sociálních věcí pod předsedou vlády Noboruem Takešitou. Kabinetní funkci zastával také roku 1992 (ministr poštovních služeb a telekomunikací ve vládě premiéra Kiiči Mijazawy) a mezi léty 1996–1998 (ministrem zdravotnictví a sociálních věcí ve vládách Unóa a Hašimoty).
Roku 1994, kdy se LDP dostala do opozice, se stal Koizumi členem nové frakce LDP, Šinseiki, tvořené mladšími a více aktivními členy parlamentu vedenými Takuem Yamasakim, Koičim Katoem a Koizumim. Ucházel se o post předsedy LDP v září 1995 a červenci 1998, ale získal jen malou podporu a prohrál v souboji proti Rjútaró Hašimotovi a později proti Keizó Obučiovi, z nichž oba měli širší podporu ve straně. Nicméně po tom, co Jamasaki a Kato byli znemožněni v nešťastném pokusu vyvolat hlasování o nedůvěře v předsedu vlády Joširó Moriho roku 2000, Koizumi zůstal jediným důvěryhodným členem tria vedoucího pokrokovou frakci strany, čímž získal vliv na proreformní křídlo LDP.
Jelikož byl Joširó Mori značně nepopulární, otevřela se cesta k moci pro Koizumiho. 24. dubna 2001 byl konečně zvolen předsedou LDP. Tentokrát už porazil spolustraníka Hašimota, který by se v případě vítězství ucházel o druhé volební období v křesle premiéra. Koizumi byl jmenován předsedou vlády 26. dubna a v nadcházejících červencových volbách do horní komory parlamentu získal 78 ze 121 míst.

## Předseda vlády

### Domácí politika

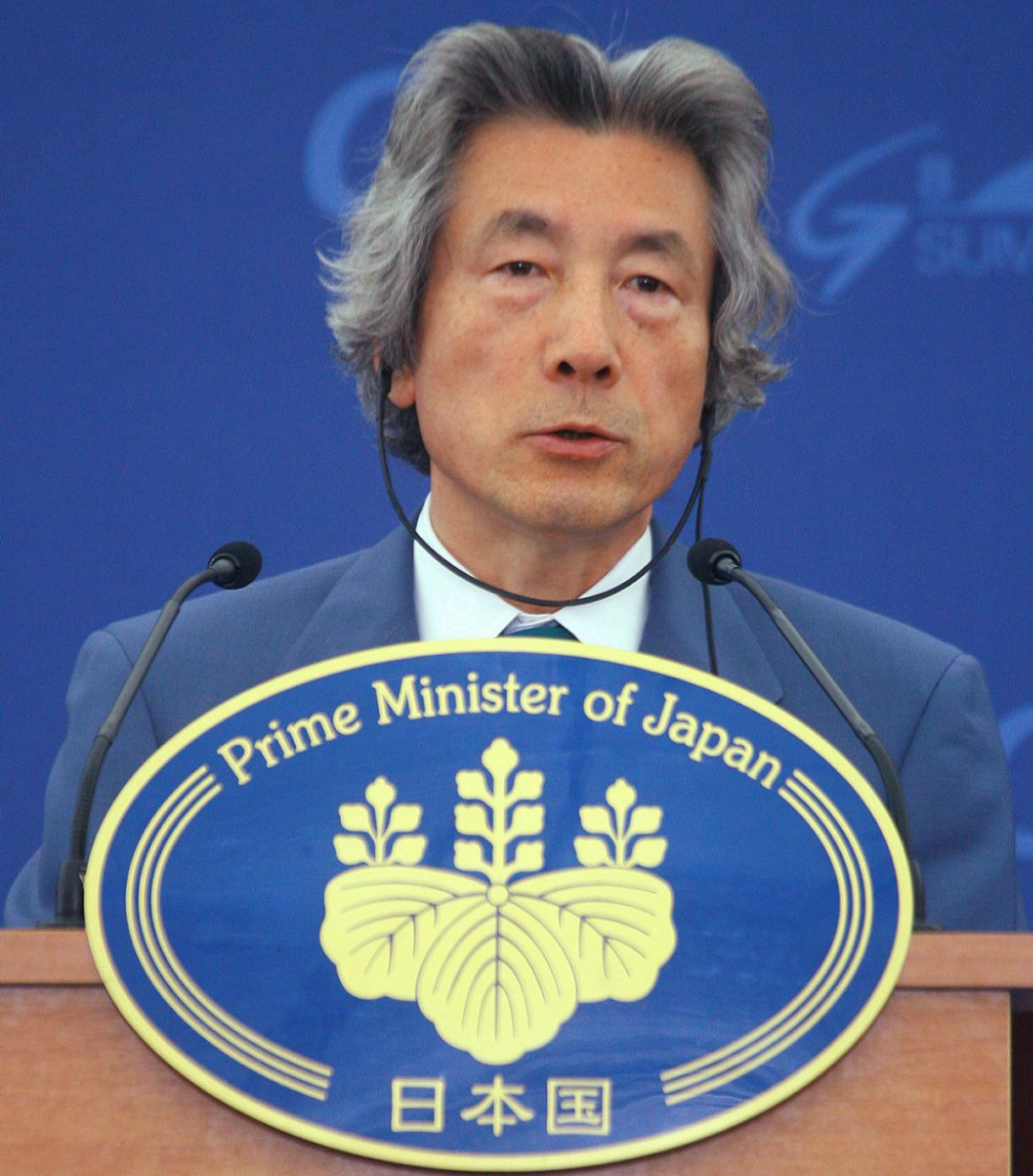
Koizumi na summitu G8 v Rusku v roce 2006

Koizumi prosazoval nové způsoby znovuoživení skomírající japonské ekonomiky s cílem zasáhnout proti dluhům komerčních bank, privatizovat poštovní spořitelní účty a reorganizovat frakční strukturu LDP. Mluvil o potřebě projít bolestivým obdobím restrukturalizace, aby bylo možné zlepšit budoucnost.
Na podzim roku 2002 Koizumi jmenoval ekonoma a častého televizního komentátora Heiza Takenaku ministrem pro finanční služby a hlavou Agentury finančních služeb, aby ustál bankovní krizi v zemi. Vysoké bankovní dluhy byly dramaticky sníženy a japonská ekonomika procházela pomalým, ale stabilním zotavením a trh cenných papírů se výrazně vzchopil. Růst HDP pro rok 2004 byl jedním z největších mezi národy G7 podle MMF a OECD. Takenaka byl jmenován ministrem poštovní reformy roku 2004 za účelem privatizace Japonské pošty, hlavního operátora poštovního spořitelního systému státu.
Koizumi pohnul LDP od její tradiční venkovské zemědělské voličské základny blíže k průmyslovějšímu, neoliberálnímu centru, jelikož japonská populace rostla v největších městech a klesala v méně zalidněných oblastech, a to ačkoli podle současného čistě geografického obvodního členění tvoří lidé na venkově v Japonsku stále větší voličský potenciál než lidé v obřích městech. Kromě privatizace Japonské pošty (u které se mnozí venkovští usedlíci báli, že sníží jejich přístup k základním službám jako je bankovnictví), Koizumi také snížil výdaje na infrastrukturu a průmyslový rozvoj ve venkovských oblastech. Takto napjaté kroky udělaly z Koizumiho kontroverzní, ale přesto populární postavu uvnitř vlastní strany i mezi japonským voličstvem.

### Zahraniční politika

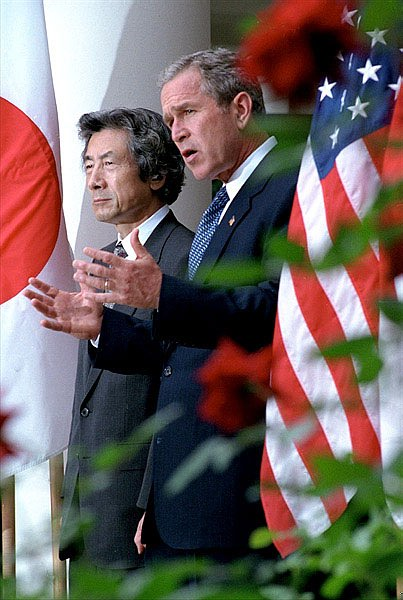
Koizumi a prezident USA George W. Bush, Bílý dům, 25. září 2001

Koizumiho zahraniční politika se soustředila hlavně na těsnou spolupráci s USA a OSN, což byl přístup všech jeho předchůdců, nicméně on sám zašel v podpoře americké politiky ve válce proti terorismu ještě dále. Rozhodl se rozmístit japonské obranné jednotky v Iráku, což byla první vojenská mise v aktivní cizí válečné zóně od konce druhé světové války. Řada japonských komentátorů naznačovala, že příznivé japonsko-americké vztahy byly založeny také na Koizumiho osobním přátelství s americkým prezidentem Georgem W. Bushem. V otázce Japonců unesených korejskými agenty do KLDR i ve sporných otázkách ohledně rozvoje jaderných zbraní zastával mnohem asertivnější přístup než jeho předchůdci.

#### Obranná politika
I když Koizumi zpočátku nebojoval za reformu obranné politiky, schválil rozšíření japonských obranných jednotek, jež v říjnu 2001 dostaly širší pole působnosti, aby mohly operovat i mimo stát. Někteří z těchto vojáků byli odeslání do Iráku, i když fakticky se neměli účastnit boje. Koizumiho vláda také předložila návrh zákona o povýšení Japonské obranné agentury na ministerský status; nakonec se Obranná agentura stala japonským ministerstvem obrany 9. ledna 2007.

#### Návštěvy chrámu Jasukuni

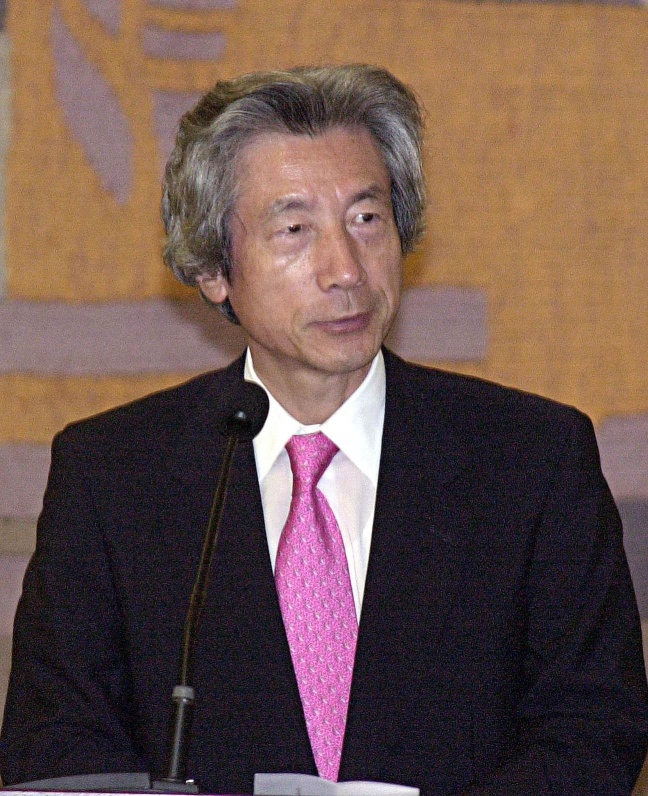
Džuničiró Koizumi v roce 2004

Koizumi se vyznačoval svými kontroverzními návštěvami svatyně Jasakuni, s čímž začal 13. srpna 2001. Chrám navštívil jako premiér celkem šestkrát. Jelikož chrám uctívá mnohé odsouzené japonské válečné zločince, včetně čtrnácti popravených nejhorších provinilců, přitáhly k sobě tyto návštěvy nelibost a protesty ze strany jak japonských sousedů, převážně Číny a Jižní Koreje, tak i ze strany samotných Japonců. Tyto země stále hořce vzpomínají na japonskou invazi a okupaci během první poloviny 20. století. V důsledku se Čína a Jižní Korea odmítly setkat na oficiálních schůzkách s Koizumim a nekonaly se žádné vzájemné návštěvy mezi čínskými a japonskými lídry od října 2001 a mezi jihokorejskými a japonskými představiteli od června 2005. Zastavení vzájemných styků skončilo až nástupem Šinzóa Abeho, který obě země navštívil v říjnu 2006.
V Číně vedly návštěvy chrámu k silným protijaponským výtržnostem. V Jižní Koreji vláda, opozice i většina jihokorejských médií otevřeně odsuzovaly tyto návštěvy nezávisle na politické příslušnosti. Proslovy, které kritizovaly Japonsko, byly oceňovány potleskem navzdory nízké popularitě korejského prezidenta. Když byl Koizumi otázán ohledně těchto proslovů, prohlásil, že se týkají pouze "domácích posluchačů“.
Ačkoli Koizumi podepsal návštěvní knihu chrámu jako „Džuničiró Koizumi, předseda japonské vlády“, tvrdil, že jeho návštěvy chrámu byly pouze soukromou občanskou záležitostí a ne souhlasem s jakýmkoli politickým postojem.. Tato tvrzení byla vysmívána jako nepříliš účinné omluvy Číně a Jižní Koreji a řada japonských deníků a novin zpochybňovala věrohodnost jeho slov.
Koizumi navštívil chrám znovu 15. srpna 2007, poté co rezignoval na post premiéra, aby tak připomněl 62. výročí japonské kapitulace v druhé světové válce. Nicméně tato návštěva už se setkala s mnohem menší pozorností ze strany médií než v době, kdy byl ve funkci.

#### Postoj k druhé světové válce
15. srpna 2005, u příležitosti 60. výročí konce druhé světové války, Koizumi veřejně prohlásil, že Japonsko bylo velice zarmouceno utrpením, které tehdy způsobilo, a přísahal, že Japonsko nikdy nevstoupí znovu na „cestu k válce“. Nicméně Koizumi byl kritizován za akce, které údajně byly v rozporu s tímto vyjádřením smutku (např. návštěvy chrámu v Jasukuni) a které vyústily ve zhoršení vztahů s Čínou a Jižní Koreou.

### Popularita

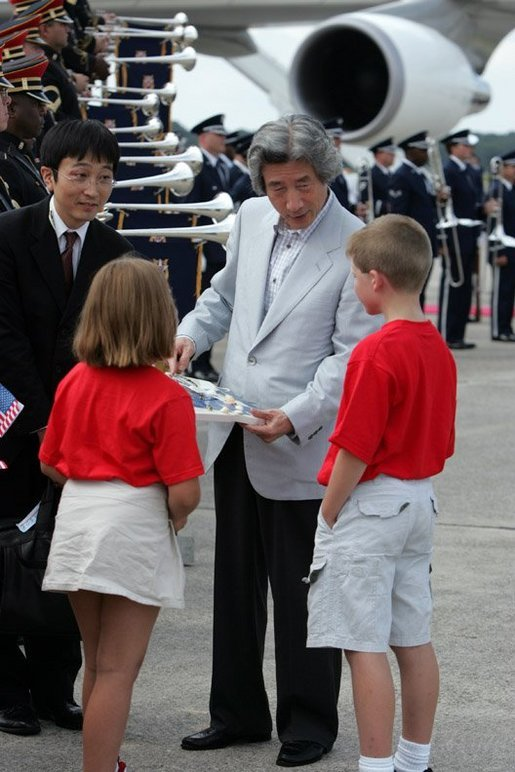
Koizumi dává autogramy na Sea Islandu, v Georgii, těsně po příletu na summit G8 roku 2004

Zpočátku byl Koizumi v určitých otázkách ve svém funkčním období velmi populárním lídrem, díky své přímočaré povaze a pestré minulosti. Mezi jeho přezdívky patřilo například přízvisko „Lví srdce“ (díky jeho účesu a dravému duchu). Během jeho funkčního období bylo celkem běžné pro japonskou veřejnost, že ho nazývala „Džun-čan", což je zdrobnělina jeho jména. V červnu 2001 se mohl těšit z průzkumu, podle kterého 85 % Japonců schvaluje jeho politiku a pouze 7 % s ní nesouhlasí.
V lednu 2002 vyhodil svoji oblíbenou, ale poněkud nespolehlivou ministryni zahraničních věcí Makiko Tanakaovou a nahradil ji Joriko Kawagučiovou. Koncem dubna, po ekonomickém propadu a sérii skandálů v LDP, Koizumiho popularita klesla asi o 40 procentních bodů od doby jeho nástupu do postu předsedy vlády.
Koizumi byl znovuzvolen v roce 2003 a jeho popularita zase narostla, jelikož ekonomika se zotavila. Jeho návrh na snížení důchodových příplatků jako krok k finanční reformě se nicméně ukázal jako velmi nepopulární. Ani jeho návštěva v Severní Koreji za účelem vyřešit krizi ohledně unesených Japonců mu popularitu příliš nezvedla, jelikož se mu návrat zajatců do Japonska nepodařilo zajistit. V důsledku toho se spokojenost s jeho vládou v nadcházejících volbách roku 2004 do horní komory parlamentu ukázala být jen o něco málo větší než spokojenost Japonců s prací opoziční Demokratické strany Japonska (DPJ).
Roku 2005 horní komora parlamentu odmítla sporný zákon o privatizaci pošty. Koizumi už předem oznámil, že nechá rozpustit dolní komoru a vypsat tak nové volby, jestli zákon neprojde. Demokratická strana, ačkoli navenek podporovala privatizaci, z taktických důvodů tedy hlasovala proti ní. Jedenapadesát členů jeho vlastní Liberálně demokratické strany také hlasovalo proti nebo se hlasování zdrželo.
8. dubna 2005 Koizumi, jak slíbil, rozpustil dolní komoru, tedy poslaneckou sněmovnu, a vyhlásil předčasné volby. Rovněž vyloučil rebelující členy strany, kteří nepodpořili jeho zákon. Šance LDP na úspěch byly zpočátku velmi nejisté; Koizumův koaliční partner ve vládě dokonce prohlásil, že by rád vytvořil koalici s Demokratickou stranou Japonska, pakliže by tím získala většinu v Poslanecké sněmovně.
Koizumiho popularita však vzrostla asi o 20 procentních bodů poté, co vyloučil rebelující členy LDP, a průzkumy ukázaly, že postup vlády schvaluje 51% až 59% Japonců. Mezi voliči byly předčasné volby chápány vlastně jako referendum o tom, jestli má, nebo nemá být provedena reforma, resp. privatizace, přičemž DPJ byla chápána jako hlavní odpůrce a Koizumiho LDP jako zastánce.
Volby v září 2005 byly největším vítězstvím Liberálně demokratické strany od roku 1986 a Koizumiho strana tak získala obrovskou převahu v poslanecké sněmovně a byla tak schopná přehlasovat veto horní komory parlamentu. Na následujících zasedáních parlamentu za Koizumiho vlády, LDP schválila 82 z 91 svých předložených zákonů, včetně poštovní reformy.

### Rezignace
Koizumi oznámil, že odstoupí z funkce v roce 2006, podle pravidel LDP, a osobně si nezvolí žádného nástupce, jak to dělávali mnozí japonští premiéři v minulosti. 20. září 2006 byl Šinzó Abe zvolen jako Koizumiho nástupce v pozici předsedy LDP. Abe pak nahradil Koizumiho ve funkci předsedy vlády 26. září 2006.

## Osobní život
Koizumi se roku 1978 oženil s 21letou univerzitní studentkou Kajoko Mijamoto. Oba byli jeden druhému představeni jako potenciální snoubenci, což je celkem běžná tradiční praxe v Japonsku známá též jako omiai. Svatebního obřadu v tokijském hotelu Prince se zúčastnilo kolem 2500 lidí včetně Takea Fukudy (pozdější předseda vlády) a k vidění zde byly i takové kuriozity jako svatební dort ve tvaru budovy japonského Národního shromáždění (parlamentu).
Manželství nicméně skončilo rozvodem roku 1982. Kajoko byla nešťastná kvůli stylu svého života a Koizumi nepovažoval Kajoko za vhodnou manželku pro politika. Po rozvodu se už Koizumi nikdy znovu neoženil, tvrdil dokonce, že rozvod z něj vysál desetkrát víc energie než samotný sňatek.
Dva z jeho tří synů (Kotaro Koizumi a Šindžiro Koizumi) byli svěřeni Koizumimu do opatrovnictví a byli vychovávání jednou z Koizumiho sester. Ačkoli Kajoko prohlašuje, že jí bylo dovoleno vídat své syny až dosáhnou věku 16 let, údajně je od rozvodu neviděla. Nejmladší syn, Jošinaga Mijamoto, student na univerzitě Keio, se narodil až po rozvodu a naopak nikdy neviděl osobně Koizumiho.
Koizumi je obdivovatelem Richarda Wagnera, populární japonské skupiny X Japan, japonské popové skupiny Morning Musume a vydal CD svých oblíbených písní od současného italského skladatele Ennia Morricona.

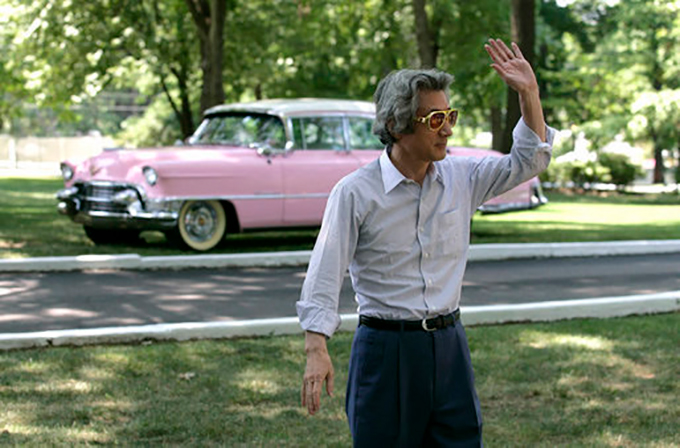
Koizumi v Gracelandu s typickými Elvisovými brýlemi

Koizumi je také známým fanouškem Elvise Presleyho, s nímž sdílí datum narození (8. ledna). V roce 2001 vydal sbírku svých oblíbených písní od Elvise na CD s vlastním komentářem ke každé písni. Jeho bratr zastává funkci „staršího znalce“ v Tokijském Elvisově fan-klubu. Koizumi se svým bratrem pomáhal financovat sochu Elvise v tokijské čtvrti Haradžuku. 30. června 2006 navštívil pozůstalost rockové legendy, Graceland, doprovázen americkým prezidentem Georgem W. Bushem a první dámou Laurou Bushovou. Když dorazili na místo, Koizumi dokonce krátce zapěl pár kousků od svého oblíbence Presleyho, zatímco věrohodně napodobobal Elvise, zvláště co se týče pohybů jeho rukou a charakteristického třepání nohama, a nechyběly mu ani typické Presleyho obří sluneční brýle.
Koizumi je také považován za fanouška finského skladatele Jeana Sibelia. Spolu s finským premiérem Mattim Vanhanenem navštívil Sibeluův dům 8. září 2006. Tam Koizumi vyjádřil úctu zesnulému skladateli chvílí ticha. Rovněž vlastní reprodukce všech sedmi symfonií od Sibelia.